# Dicroglossidae
Famille
Les Dicroglossidae sont une famille d'amphibiens. 
Elle a été créée par John Anderson (1833-1900) en 1871.

## Répartition
Les espèces des 15 genres de cette famille se rencontrent en Afrique, en Asie et en Nouvelle-Guinée.

## Liste des sous-familles et genres
Selon Amphibian Species of the World (11 juin 2017) :
- sous-famille Dicroglossinae Anderson, 1871
  - genre Allopaa Ohler & Dubois, 2006
  - genre Chrysopaa Ohler & Dubois, 2006
  - genre Euphlyctis Fitzinger, 1843
  - genre Fejervarya Bolkay, 1915
  - genre Hoplobatrachus Peters, 1863
  - genre Limnonectes Fitzinger, 1843
  - genre Minervarya Dubois, Ohler, & Biju, 2001
  - genre Nannophrys Günther, 1869
  - genre Nanorana Günther, 1896
  - genre Ombrana Dubois, 1992
  - genre Quasipaa Dubois, 1992
  - genre Sphaerotheca Günther, 1859
  - genre Zakerana Howlader, 2011
- sous-famille Occidozyginae Fei, Ye, & Huang, 1990
  - genre Ingerana Dubois, 1987
  - genre Occidozyga Kuhl & Van Hasselt, 1822

## Publication originale
- Anderson, 1871 : A list of the reptilian accession to the Indian Museum, Calcutta from 1865 to 1870, with a description of some new species. Journal of the Asiatic Society of Bengal, vol. 40, no 1, p. 12-39 (texte intégral).